# U-Bahnhof Rathaus (Köln)
Der U-Bahnhof Rathaus ist eine Station der Kölner Stadtbahn unterhalb des Platzes Alter Markt in der Altstadt. Er wurde am 9. Dezember 2012 als erste vollständig neue Station der Nord-Süd-Stadtbahn eröffnet und diente bis zum 15. Dezember 2013 als südlicher Endbahnhof der Linie 5.
Aufgrund des Einsturzes des Kölner Stadtarchivs verzögert sich die ursprünglich für 2011 geplante Eröffnung der Gesamtstrecke bis zur Haltestelle Marktstraße mindestens bis 2028. Daher beschloss der Rat der Stadt Köln eine vorzeitige Teilinbetriebnahme des nördlichen Streckenabschnittes. Dabei wird zunächst nur der westliche Bahnsteig genutzt, die östliche Röhre und ihre Zugänge sind verschlossen. Dazu wurde nördlich des U-Bahnhofs ein Gleisbogen eingefügt, um die Bahnen in Richtung Dom/Hauptbahnhof auf das jeweilige Gegengleis zu führen. Zum Fahrplanwechsel 2013 wurde dieser eingleisige Betrieb bis zum nachfolgenden U-Bahnhof Heumarkt verlängert.
Der nördliche Ausgang endete einige Jahre in einem Provisorium und ist in das zuvor abgerissene und nun wieder aufgebaute „Rote Haus“ integriert worden.

## Geschichte
Erste Pläne für eine U-Bahn in Köln gab es etwa 1912, diese hätte die Kölner Innenstadt in einer Nord-Süd-Linie durchfahren sollen, die in ihrer Streckenführung ähnlich der jetzigen Nord-Süd-U-Bahn gewesen wäre. Wegen des Ersten Weltkriegs wurde diese U-Bahn jedoch nicht gebaut. Bis zum Zweiten Weltkrieg fuhren mehrere Straßenbahnlinien den Alter Markt an. Im Krieg wurde ein Großteil des Kölner Straßenbahnnetzes zerstört und insbesondere in der Innenstadt nur teilweise wieder aufgebaut. So war auch der Alter Markt und das daneben liegende Rathaus nur durch einen etwa 400 Meter langen Fußweg vom Hauptbahnhof erreichbar.
Die 1968/69 eröffneten ersten Kölner U-Bahn-Tunnel (Innenstadttunnel) führten vom Hauptbahnhof über Appellhofplatz/Zeughaus zum Friesenplatz (damals noch oberirdisch) und vom Hauptbahnhof über Appellhofplatz/Breite Straße, Neumarkt, Poststraße zum Barbarossaplatz bzw. zur Severinstraße und berührten den Alter Markt deshalb nicht. Jedoch wurde durch den Bau einer ca. 200 Meter langen unterirdischen Stichstrecke vom U-Bahnhof Dom/Hauptbahnhof aus südlich eine Vorleistung erbracht, an der ursprünglich die Rheinuferbahn eingefädelt werden sollte. Offen blieb zunächst, ob diese Strecke später weiter Richtung Süden führen oder mittels einer Rheinunterquerung die rechtsrheinischen Stadtteile erschließen sollte. Diese Stichstrecke wurde ab 1968 als unterirdisches Gleisdreieck zum Wenden gebraucht.
Im Jahr 2002 begann der Bau der unterirdischen Nord-Süd-Stadtbahn, begleitet von umfangreichen archäologischen Ausgrabungen, unter anderem am Kurt-Hackenberg-Platz unweit des Alter Markts und der U-Bahn-Station Rathaus. Durch den U-Bahn-Bau senkte sich der Rathausturm um einige Millimeter. Das ursprünglich genannte Eröffnungsjahr 2011 der Nord-Süd-Stadtbahn, einschließlich der U-Bahn-Station Rathaus, konnte wegen des Einsturzes des Kölner Stadtarchivs nicht gehalten werden. Am 9. Dezember 2012 kam es zur (Teil-)Inbetriebnahme der U-Bahn-Station Rathaus, ziemlich genau 100 Jahre nach den ersten Plänen. Der westlich gelegene Bahnsteig wurde 2012 eröffnet, der östlich gelegene ist bis zur Fertigstellung der Gesamtstrecke unbenutzt und durch eine Wand verdeckt.
Für eine ausführliche Übersicht der Bauvorgänge siehe auch den Hauptartikel Nord-Süd-Stadtbahn.

## Konstruktion

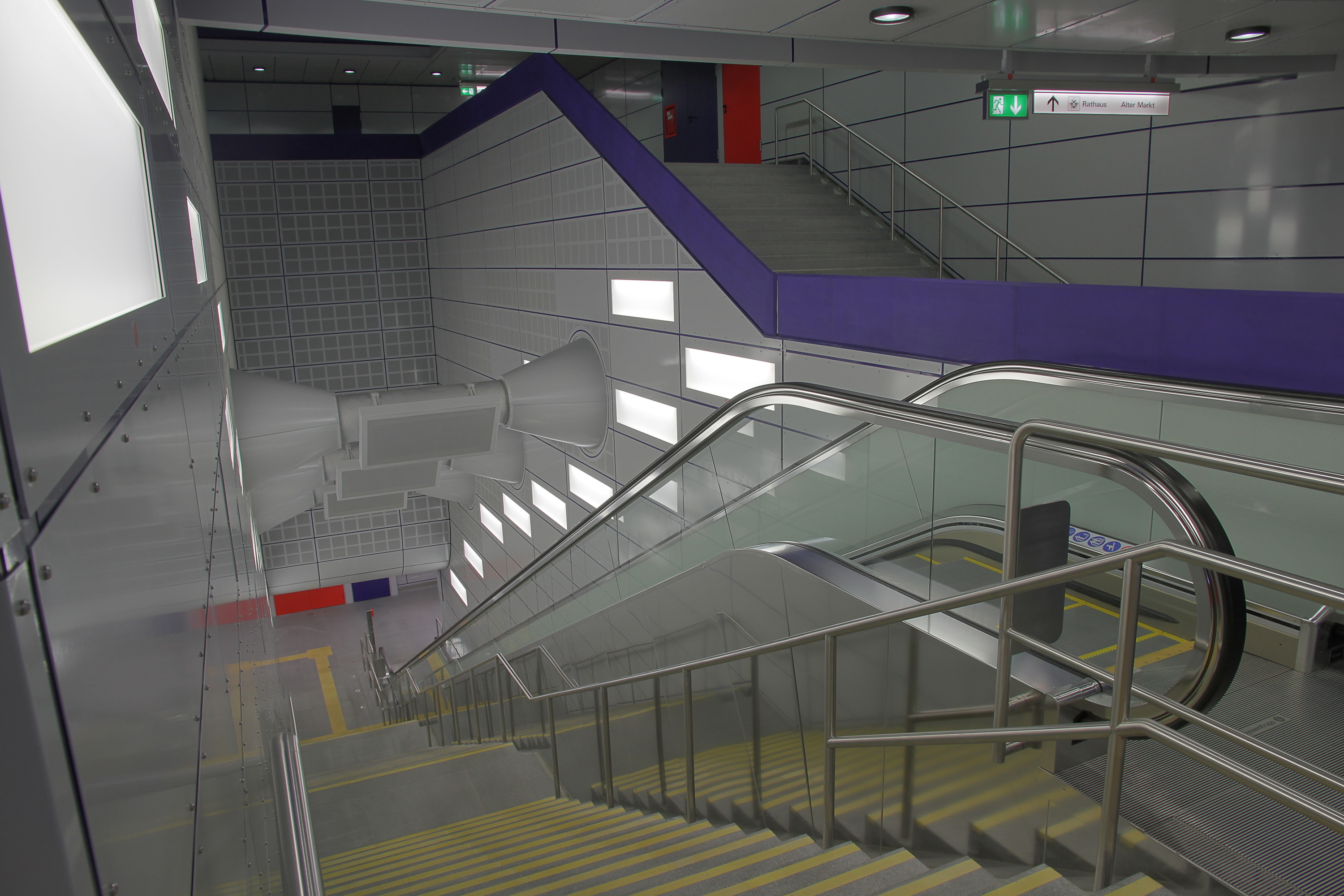
Treppenschacht vom Eingang (oben links) bis auf die Bahnsteigebene

Der U-Bahnhof Rathaus ist der erste der Kölner Stadtbahn, der als schmales Schachtbauwerk zwischen zwei mit Tunnelbohrmaschinen erstellten Röhren gebaut wurde. Während die U-Bahnhöfe des ebenfalls mit diesen Bohrmaschinen gebauten Tunnels in Köln-Mülheim die gesamte Breite beider Tunnelröhren einnehmen, die im Bahnsteigbereich unterbrochen sind, wurde am Rathaus lediglich ein Treppenhaus zwischen die Röhren gebaut. Am Fuß der Treppen wurden die Tübbingringe aufgetrennt und durch sechs Querschläge verbunden. Die Bahnsteige sind in die Tunnelröhren hineingebaut.

## Architektur und Gestaltung

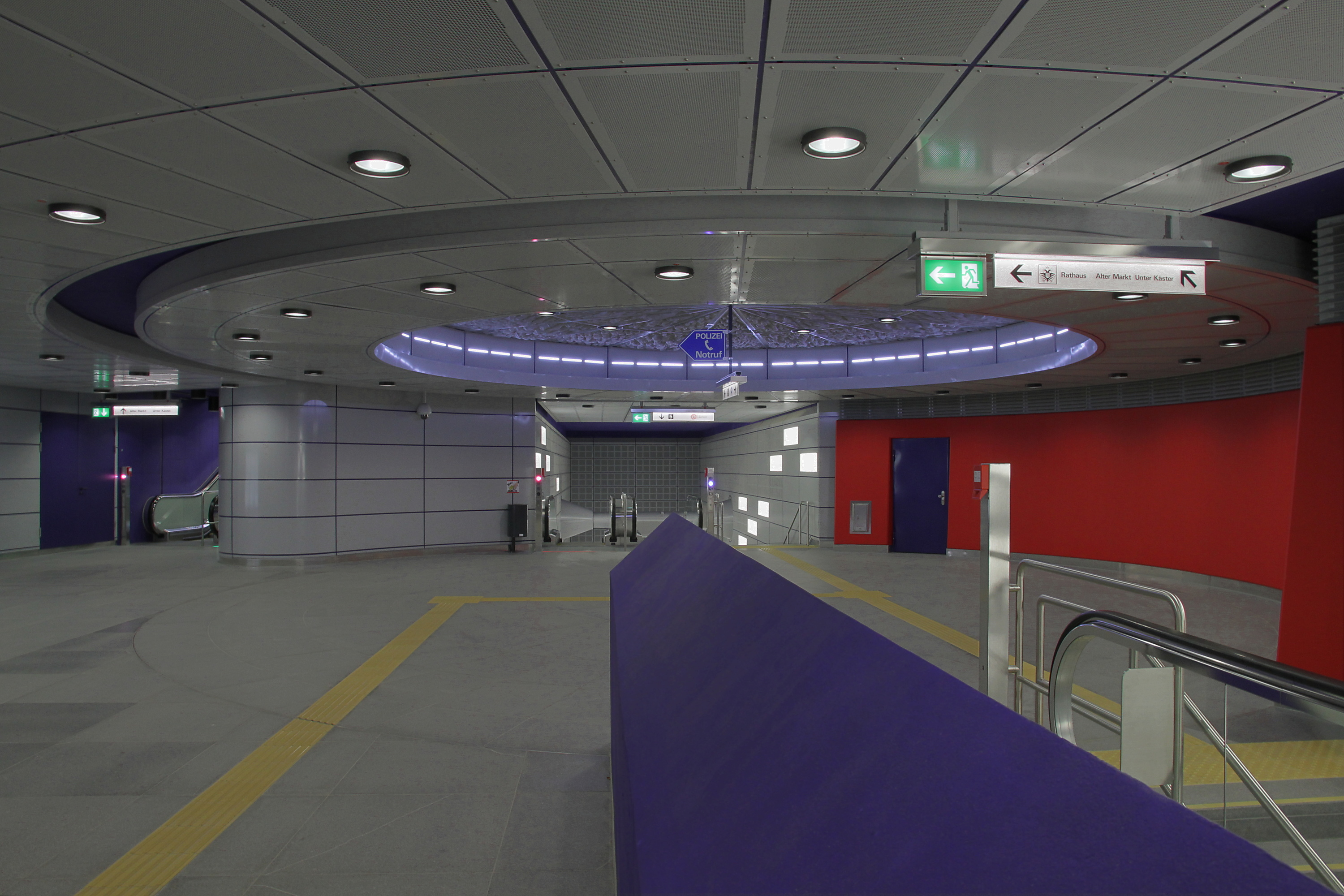
Zwischenebene

Im vom Büro Joachim Schürmann entworfenen und von Obermeyer Beraten + Planen geplanten Bauwerk dominieren graue, teilweise gelochte Wandverkleidungen und blaue Akzente. Die Zwischenebene, die die beiden Eingänge von der Platzoberfläche und aus dem Roten Haus mit den Zugängen zur Bahnsteigebene verbindet, ist kreisrund ausgeführt. Auf der Bahnsteigebene befindet sich an der dem Bahnsteig gegenüberliegenden Wand jeweils ein Wandfries nach einem Entwurf von Heimo Zobernig, das den Schriftzug WANDGESTALTUNGNORDSÜDSTADTBAHNKÖLNHALTESTELLERATHAUSRICHTUNGSÜD zeigt.

## Betrieb
Derzeit wird die Station Rathaus ausschließlich durch die Linie 5 bedient:
| Linie | Linienverlauf | Takt   |
| ----- | --- | ------ |
| 5     | Sparkasse Am Butzweilerhof – IKEA Am Butzweilerhof – Alter Flughafen Butzweilerhof – Rektor-Klein-Straße – Margaretastraße – Iltisstraße – Lenauplatz – Nußbaumerstraße – Subbelrather Straße/Gürtel – Liebigstraße – Gutenbergstraße – U Hans-Böckler-Platz/Bahnhof West – U Friesenplatz – U Appellhofplatz/Zeughaus – U Dom/Hbf – U Rathaus – U Heumarkt | 10 min |

Nach Vollinbetriebnahme der Nord-Süd-Stadtbahn werden folgende Stadtbahnlinien verkehren:
- 5 Am Butzweilerhof – Neuehrenfeld – Friesenplatz – Dom/Hauptbahnhof – Heumarkt – Severinstr. – Chlodwigplatz – Marktstraße – Bonner Str./Gürtel – Arnoldshöhe (– Meschenich – Rondorf)
- 16 Riehl Niehl – Ebertplatz – Breslauer Platz/Hauptbahnhof – Heumarkt – Severinstr – Chlodwigplatz – Sürth – Godorf – Bonn Hauptbahnhof – Bonn Bad Godesberg
- 17 Reichenspergerplatz – Ebertplatz – Breslauer Platz/Hauptbahnhof – Heumarkt – Severinstr – Chlodwigplatz – Sürth – Godorf – Lülsdorf – Niederkassel – Rheidt – Bonn-Beuel – Bonn Hbf.[7]

## Schwachpunkte der Anlage
- Die Bahnsteige der U-Bahn-Station sind für moderne Verhältnisse relativ schmal gebaut. So wird die U-Bahn-Station beispielsweise zu Karneval und während des Christopher Street Day polizeilich gesperrt und von der KVB nicht angefahren.
- Das denkmalgeschützte Rote Haus wurde beim Bau abgerissen unter der Auflage, es originalgetreu wieder aufzubauen. Die Finanzierung, Planung und Ausführung des Wiederaufbaus des Roten Hauses waren einige Zeit lang völlig ungeklärt und umstritten, stattdessen befand sich an seiner Stelle einige Jahre lang der in der Presse als „Weihnachtsmarkt-Bude“ und „finnische Sauna“ bezeichnete, provisorisch holzverschlagene Ausgang der U-Bahn-Station. Von Anfang 2020[8] bis April 2022[9] wurde das Rote Haus wieder originalgetreu aufgebaut.
- Nicht alle Ausgänge sind vollständig mit Rolltreppen ausgestattet. Dies widerspricht zwar dem Konzept der Barrierefreiheit der Kölner U-Bahn-Stationen, doch nimmt es damit Rücksicht auf das Erscheinungsbild des Alter Marktes.

## Trivia
2014 war die U-Bahn-Station Rathaus Schauplatz und Drehort des Kölner Tatorts „Ohnmacht“. Tatort-Kommissar Max Ballauf, gespielt von Klaus J. Behrendt, wird in der 911. Tatort-Folge dort vor eine einfahrende U-Bahn der Linie 5 gestoßen und von dieser überfahren, überlebt aber, weil er sich platt auf den Betonboden legt. Die Tatort-Folge widmet sich unter anderem sozialkritisch dem Thema Zivilcourage.